# Возач камиона
Возач камиона или камионџија је особа која вози камион као основно занимање. Возач камиона обавља вожњу камиона до одредишта, организује руту путовања и неопходно стајање за допуну горива, прављење пауза, поштује саобраћајне прописе и распоред вожње, обавља утовар и истовар робе, комуникацира са диспечаром и клијентима, обавља поједине поправке на камиону и/или приколици, вођење неопходне документације (од возача, возила, робе и потребне документације за прелаз границе),...
Возач може радити сам или у пару.

## Квалификације за возача камиона у Србији
Сходно важећим прописима Србије, возач камиона мора поседовати неку од следећих категорије: C1, C1E, C и CE (особа која има категорије C и CE може управљати возилима категорија C1 и C1E), сертификат о стручној компетентности (популарно CPC или код 95 - једноставно код), квалификациону картицу возача и уписан код 95 у возачкој дозволи за категорију коју поседује. Поседовање сертификата о стручној компетентности су изузете одређене категорије возила, попут када возач управља:
- војним возилима, ватрогасним или возилима полиције
- возилима чија конструктивна брзина не прелази 45 km/h
- возилима која се користе у ванредним ситуацијама или акцијама спашавања
- возилима чије се карактеристике испитују на путу у циљу техничког развоја, поправке или одржавања, као и нових или преправљених возила која још нису пуштена у саобраћај
- возилима која се користе за оспособљавање кандидата за возаче или за обуку за стицање почетне квалификације, односно периодичне обуке
- возилима чија највећа дозвољена маса не прелази 7,5t, кад обавља превоз за сопствене потребе
- возилима која превозе материјал или опрему коју возач користи у сврху обављања његовог основног занимања, под условом да управљање возилом није основно занимање возача

## Радно време возача камиона у ЕУ
Према уредби  Европске заједнице бр. 561/2006 радно време возача изгледа овако:
- Максимално дневно вожење камиона је 9 сати, са изузетком да се два пута недељно направи вожња од 10 сати
- Недељно време вожење максимално 56 сати, а време вожње у две узаступне недеље је 90 сати
- Недељо време почиње понедељком у 00:00, а завршава се у недељу 24:00
- Прекид вожње је се обавља после 4,5 сати вожње најмање 45 минута, са могућношћу прекида на два дела, с тим да је први део најмање 15, а други најмање 30 минута
- Редован дневни одмор је 11 сати, скраћени  дневни одмор је три скраћена дневна одмора од најмање 9 сати између било које две недељне одмора
- Дневни одмор се може поделити, са тим да први део траје најмање 3, након чега следи одмор од најмање 9 сати
- Прекид редновног дневног одмора се обавља код превоза продом или возом, може поделити највише два пута ако трају до сат времена заједно и ако постоји могућност за спавање
- Редован недељни одмор започиње најкасније по истеку периода од шест 24сатна периода од краја претходног недељног одмора, а најмање 45 сати
- Скраћени недељни одмор траје мање од 45 сати, а дуже од 24 сата, са тим да се у то време мора надокнадити до краја треће недеље. Та надокнада се мора надовезати на друго трајање одмора у трајању од најмање 9 сати. У две узастопне недеље возач мора имати најмање један редован и један скраћени недељни одмор.

Ноћно време је време између 00:00 и 04:00 часа. Ноћни рад је рад који се обавља током ноћног времена.
Таква правила важе и код нас по Закону о радном времену посаде возила у друмском превозу и тахографима.

Возачеву активност бележи тахограф на тахографски листић, односно тахографску картицу, сем у случајевима прописаним Законом о радном времену посаде возила у друмском превозу и тахографима. Активност може бити:
1. време управљања возилом је временски период током кога возач управља возилом, а које се евидентира аутоматски, полуаутоматски или ручно
2. остало радно време спада време под:
  1. утовар и истовар
  2. нега возила и остале интервенције техничког одржавања
  3. сви остали послови који имају за циљ да се осигура безбедност возила, терета или да се задовоље законске или друге обавезе директно везане за превозни процес који је у току, укључујући контролу утовара и истовара, административне формалности са полицијом, царином, имиграционим органима итд
  4. времена током којих не може слободно да располаже својим временом и током којих се од њега захтева да буде на свом месту рада, спреман да започне са радом, односно извршавањем својих предвиђених задатака (време чекања), а посебно током чекања на утовар или истовар, када пре одласка или непосредно пре почетка самог периода време чекања није унапред познато
  5. све радне активности члана посаде возила у оквиру друмског превоза или изван њега осим управљања возилом, укључујући и сваки рад за превозника или другог послодавца
3. време расположивости представља временски период који се не сматра радним временом и који обухвата:
  1. временске периоде током којих послодавац захтева од члана посаде да буде у приправности, односно спреман да започне или настави са управљањем возилом или обављањем осталих послова али не захтева да буде на свом месту рада, а посебно време када члан посаде прати возило које се превози трајектом или возом, време чекања на граничним прелазима, и време током забрана кретања возила; поменути периоди и њихово предвиђено трајање треба пре одласка или непосредно пре почетка самог периода да буду унапред познати члану посаде возила;
  2. у случају вишечланих посада, време које возач проведе, не управљајући возилом, на седишту или лежају у кабини возила у покрету
4. паузе и одмори

## Недостатак возача камиона

### Недостатак возача камиона у свету
Према неким подацима, у Холандији је 2022. године фалило око 10.000 возача, а 2023. године око 8.000. По подацима, током 2023. године је Немачкој и САДу фалило око 80.000, Француској фалило око 40.000 и Великој Британији преко 100.000 возача камиона.

### Недостатак возача камиона у Србији
Последњих неколико година се транспортна предузећа жале на недостатак возача камиона. Према једној процени средине марта 2024. године говори да их недостаје од 15 до 20 хиљада, док крајем априла 2024. године је изашла друга процена по којој фали 35.000 возача камиона и аутобуса, као и да је процена од 15 до 20 хиљада је податак из 2019. године те да се до сад ситуација погоршала.